# لوید لانگلوا
لوید لانگلوا (انگلیسی: Lloyd Langlois؛ زادهٔ ۱۱ نوامبر ۱۹۶۲) از برندگان مدال‌های بازی‌های المپیک زمستانی ۱۹۹۴ اهل کانادا است.